# Ferrera GR
| GR ist das Kürzel für den Kanton Graubünden in der Schweiz. Es wird verwendet, um Verwechslungen mit anderen Einträgen des Namens Ferrera zu vermeiden. |

Ferrera (rätoromanisch Farera) ist eine politische Gemeinde im Schweizer Kanton Graubünden. Sie liegt im Ferreratal, das zur Region Viamala gehört.

## Geschichte und Geographie
Die Gemeinde entstand am 1. Januar 2008 aus der Fusion der bis dahin selbständigen Gemeinden Innerferrera (rätoromanisch Calantgil) und Ausserferrera (rätoromanisch Farera).
Zum Gemeindegebiet gehört eine Exklave im italienischen Valle di Lei, die um die Staumauer des Lago di Lei herum definiert wurde und vor der Fusion Teil des Gebiets von Innerferrera war.

## Wappen
| Wappen von Ferrera GR | Blasonierung: «Schrägrechts geteilt von Silber (Weiss) und Schwarz, belegt mit dem Bergmannshammer in Verwechselten Farben» |
| Wappen von Ferrera GR | Das neue Gemeindewappen verbindet die Wappen der beiden ehemaligen Gemeinden im schräggeteilten Schild. Der in Ausser- und Innerferrera bedeutende Bergbau führte zur Wahl des Bergmannshammers als Wappenmotiv für beide Gemeinden in den Farben des Gotteshausbundes. |

## Bevölkerung
| Jahr      | 2010 | 2016 | 2020 |
| Einwohner | 83   | 79   | 79   |

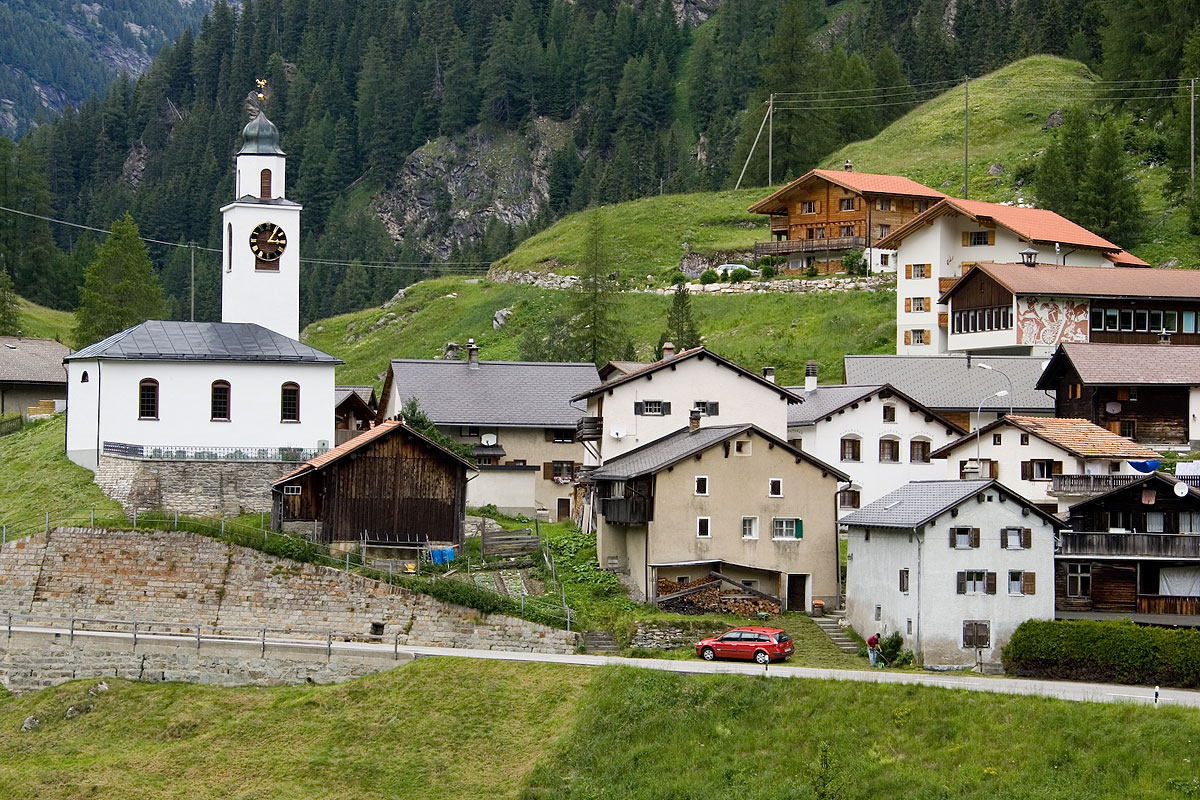
Innerferrera
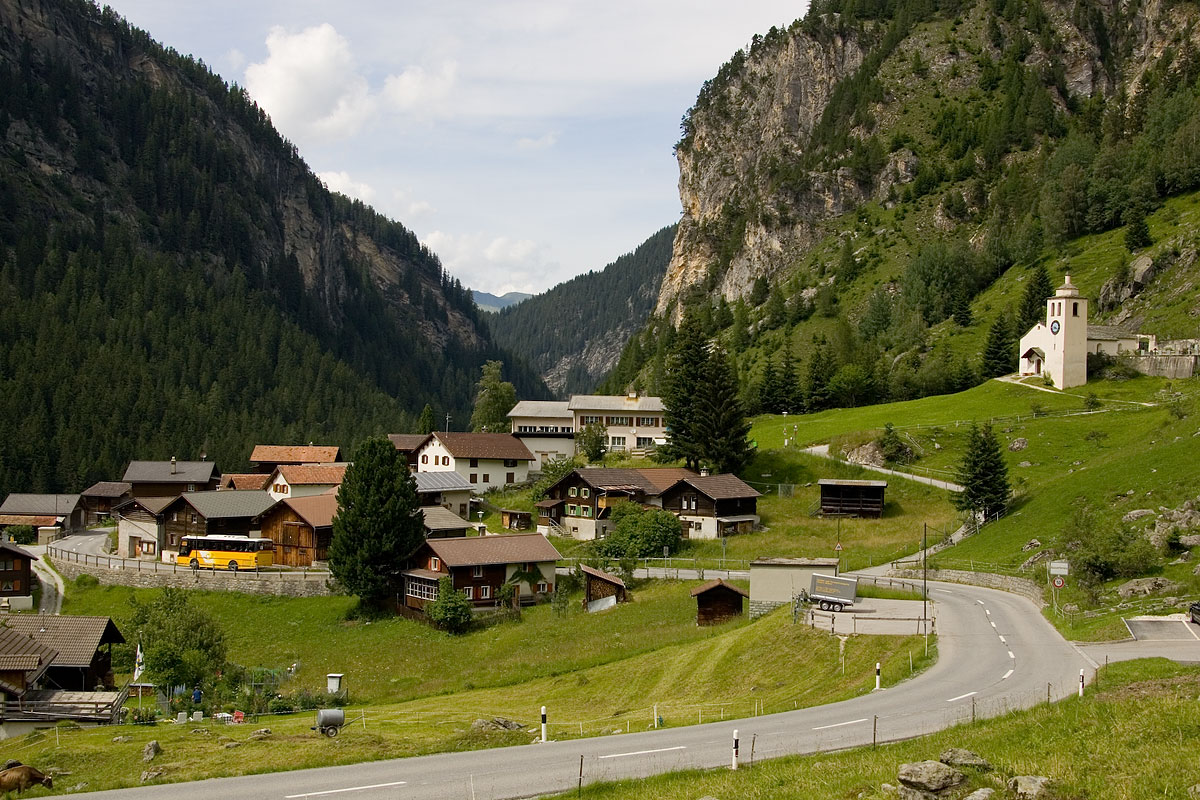
Ausserferrera